# Elektrichka

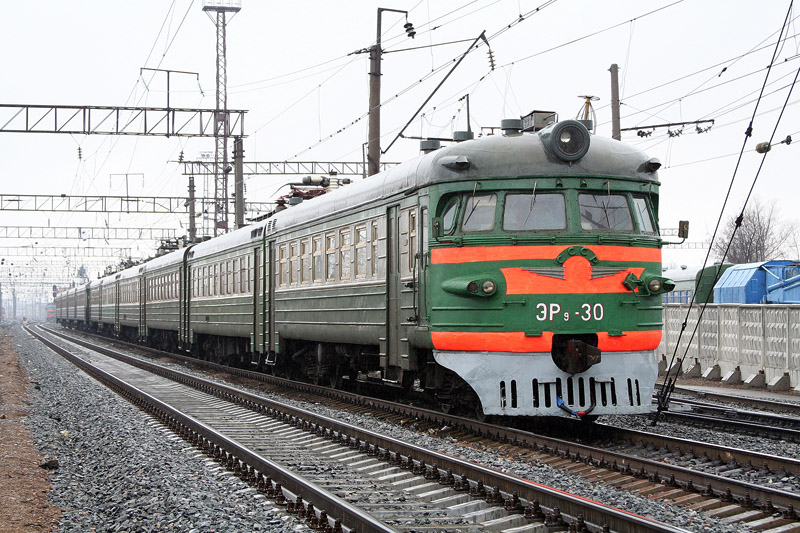
Rame ER-9 à Mourom.

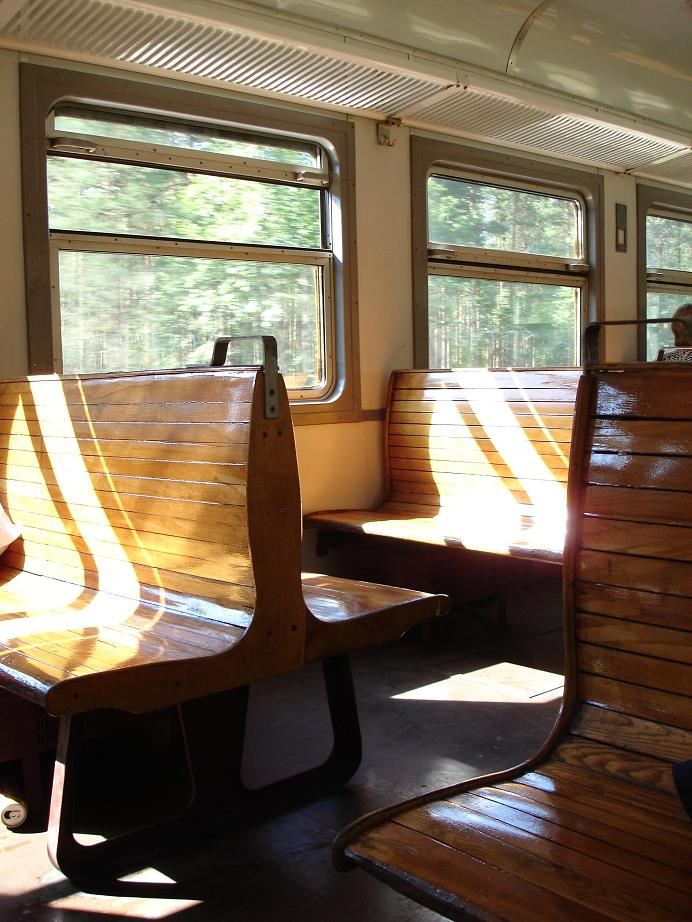
Intérieur d'une rame comportant des banquettes en bois.

L'Elektrichka est un terme générique désignant une rame automotrice électrique utilisée pour desservir la banlieue des ex-pays de l'Union soviétique : Russie, Ukraine, Estonie, Biélorussie, etc. En 2007, 4085 trains de banlieue par jour (dans chaque direction) circulaient sur le seul réseau des chemins de fer russes, la plupart d’entre eux étant électriques. Le premier elektrichka a eu lieu le 6 juillet 1926 le long de la ligne Bakou-Sabuntchou en Azerbaïdjan soviétique. 

## Nom
"Elektrichka" était à l'origine une abréviation familière de elektropoyezd (en russe : электропо́езд, train électrique), terme officiel désignant le train de voyageurs à plusieurs unités électrique dans leurs langues respectives. Cependant, il fait progressivement partie des noms de marque officiels. Par exemple, le nouveau service de train intra-urbain à Kiev est officiellement appelé "elektrychka" en ukrainien. Le célèbre moteur de recherche sur Internet, Yandex, utilise officiellement "elektrichka" russe dans ses services de planification en ligne.

## Caractéristiques techniques
Les Elektrichkas sont des rames automotrices comprenant généralement 4 à 14 voitures qui peuvent transporter jusqu'à 1 200 passagers avec une cabine conducteur à chaque extrémité. Elles sont alimentées par caténaire selon le cas en courant continu (rame de la série ER-2) ou en courant alternatif (série ER-9). Le confort de la plupart des rames, qui sont d'origine, est rudimentaire. Les rames traditionnelles sont constituées de voitures ayant deux portes sur chaque face. Toutes les voitures ne sont pas motrices. Les banquettes disposées en vis-à-vis deux par deux de part et d'autre d'un couloir central sont dures (en bois) et conçues pour accueillir trois personnes. Le renouvellement des rames a été freiné par la crise économique qui a accompagné l'éclatement de l'Union soviétique. Depuis le début de la décennie 2010, de nouvelles rames modernes sont introduites notamment sur le réseau moscovite. 

## Utilisation
Les banlieues des grandes villes de l'ex Union soviétique ont quasi toutes été électrifiées et les Elektrichkas constituent un moyen de transport en commun essentiel pour les travailleurs qui habitent à la périphérie des villes. À Moscou, 3 millions de passagers empruntent chaque jour des Elektrichkas et en 2007 il circulait 4 085 rames chaque jour dans chaque direction sur le seul réseau ferré russe. Les Elektrichkas sont généralement omnibus et peuvent desservir des villes éloignées jusqu'à 200 kilomètres. 